# Кайдакан
Кайдакан — деревня в Жигаловском районе Иркутской области России. Входит в состав Тимошинского сельского поселения.

## География
Находится на левом берегу реки Илга, примерно в 42 км к юго-западу от районного центра, посёлка Жигалово, на высоте 483 метров над уровнем моря.

## Население
| 2002 | 2010 | 2011 | 2012 |
| ---- | ---- | ---- | ---- |
| 34   | →34  | ↘33  | ↘32  |

По данным Всероссийской переписи, в 2010 году численность населения деревни составляла 34 человека (20 мужчин и 14 женщин).

## Улицы
Уличная сеть деревни состоит из одной улицы (ул. Трактовая).